# Cecil Brown
Cecil Rudell Brown (Inglewood, 27 luglio 1983) è un ex cestista statunitense, professionista nella NBDL e in Europa.